# Alexandre Kirillov
Alexandre Aleksandrovich Kirillov (em russo:  Алекса́ндр Алекса́ндрович Кири́ллов, 1936) é um matemático russo e soviético.
Foi palestrante convidado do Congresso Internacional de Matemáticos em Helsinque (1978: Infinite dimensional groups, their representations, orbits, invariants), em Moscou (1966: Theorie der Darstellung von Gruppen, com Mark Graev) e em Estocolmo (1962: Unitary representations of nilpotent Lie groups). É fellow da American Mathematical Society.

## Publicações selecionadas
- Kirillov, A. A. (1976) [1972], Elements of the theory of representations, ISBN 978-0-387-07476-4, Grundlehren der Mathematischen Wissenschaften, 220, Berlin, New York: Springer-Verlag, MR 0412321
- ——— (1997). «Lectures on affine Hecke algebras and Macdonald's conjectures». Bull. Amer. Math. Soc. (N.S.). 34 (3): 251-292. MR 1441642
- ——— (1999). «Merits and demerits of the orbit method». Bull. Amer. Math. Soc. (N.S.). 36 (4): 433-483. MR 1701415
- ——— (2004), Lectures on the orbit method, ISBN 0-8218-3530-0, Graduate Studies in Mathematics, 64, Providence, RI: American Mathematical Society.[2]